# Neotherina inconspicua
Neotherina inconspicua är en fjärilsart som beskrevs av Paul Dognin 1914. Neotherina inconspicua ingår i släktet Neotherina och familjen mätare. Inga underarter finns listade i Catalogue of Life.